# Radomierz (województwo dolnośląskie)

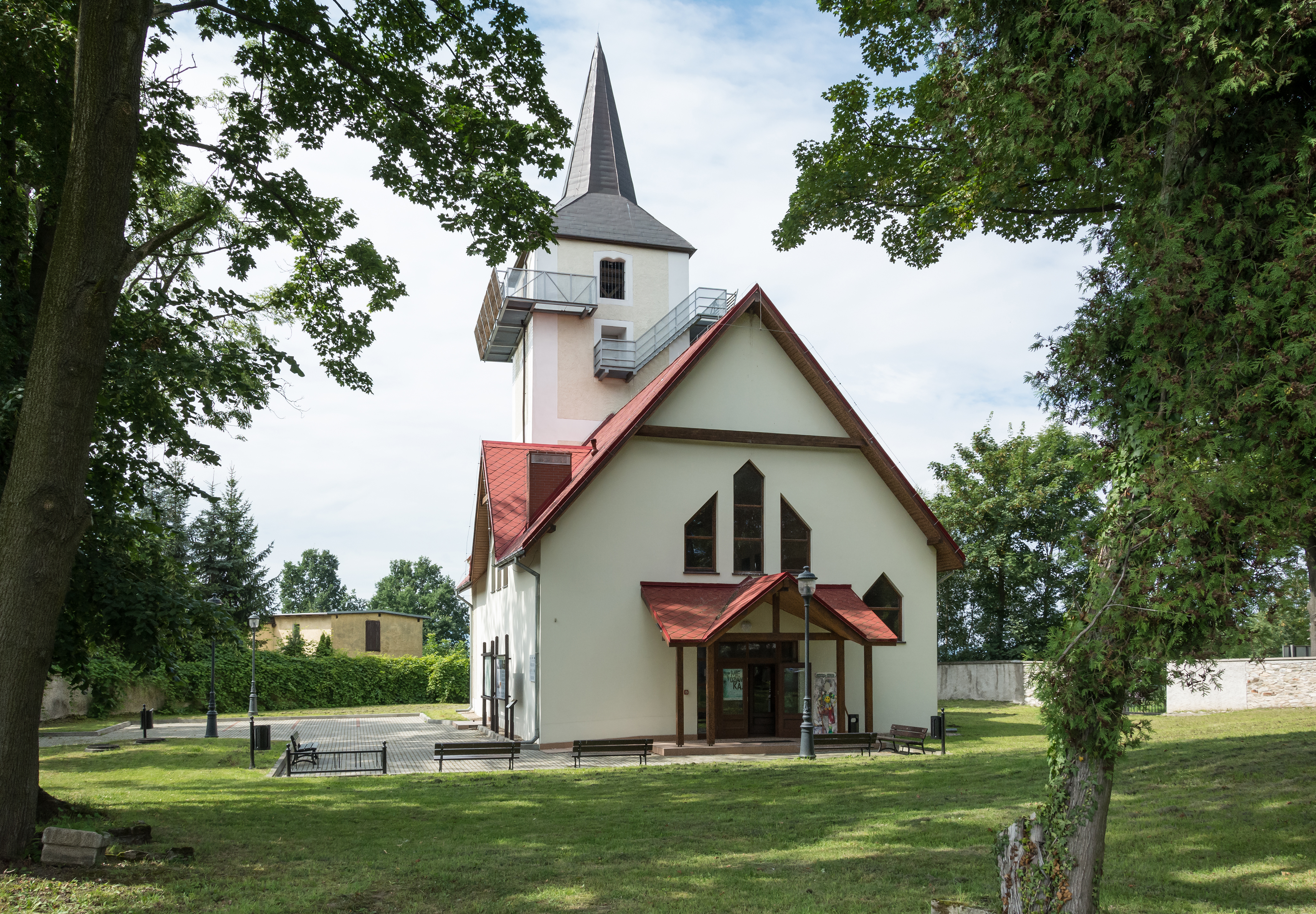
Dawny kościół w Radomierzu, obecnie punkt widokowy

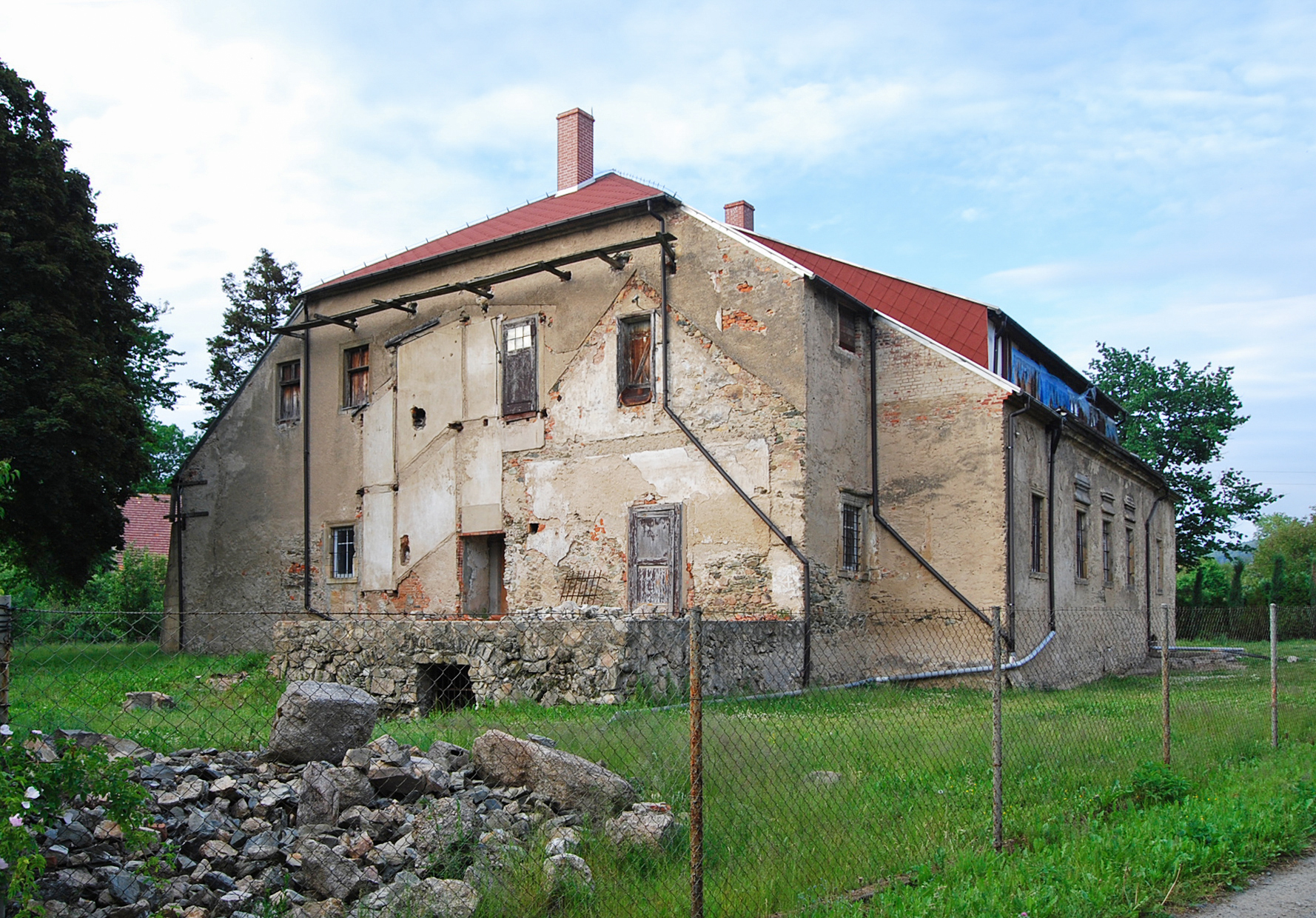
Dwór w Radomierzu

Radomierz (niem. Seiffersdorf) – wieś w Polsce położona w województwie dolnośląskim, w powiecie karkonoskim, w gminie Janowice Wielkie, w Górach Kaczawskich w Sudetach Zachodnich.

## Podział administracyjny
W latach 1975–1998 miejscowość położona była w województwie jeleniogórskim.

## Położenie
Duża wieś łańcuchowa ciągnąca się na przestrzeni 3,6 km wzdłuż górnego biegu Radomierki od Kotliny Jeleniogórskiej po Przełęcz Radomierską w Górach Kaczawskich.

## Historia
Wzmiankowana była w 1305 roku jako Sifridi villa. Jej dzieje są słabo udokumentowane. Początkowo była to wieś rycerska. Na przełomie XV i XVI w. we wsi wzniesiono murowany kościół, który wkrótce został przejęty przez ewangelików. Za zmianę wyznania mieszkańcy zostali dotkliwie ukarani podczas wojny trzydziestoletniej – najpierw przez kwaterujący we wsi pododdział rotmistrza Dehna, a w 1632 r. przez Lisowczyków. Opisał to w swoim dzienniku w czasie od 1625 do 1654 (w tym okresie miejscowi ewangelicy należeli do parafii w Janowicach Wielkich) Jeremias Ullmann. Bydło zabierano z chlewów, zboże skarmiano, kazano płacić ogromne sumy na rzecz wojska. Zdzierano dachy wykorzystując je jako słomę obozową. Drzwi i okna palono w obozowych ogniskach. Ludzie musieli ciągle uciekać i miesiącami przebywać w lesie. Także duchowni ewangeliccy chowali się w lesie. Opatrywali chorych, chrzcili dzieci (mówi o tym ciechanowska gazeta kościelna). Umierającym czynili ostatnią posługę podając im Ciało Pańskie. Umarłych odprowadzali nocą na cmentarz. Mimo to ewangelicy się nie poddali i mimo iż w połowie XVII w. władze przekazały kościół parafialny katolikom, został on jedynie filią parafii w Miedziance, a w 1849 r. został rozebrany z wyjątkiem wieży przekształconej w dzwonnicę, natomiast w roku 2011 – w punkt widokowy.

## Nazwy historyczne
- 1305 Sifridi villa
- Seiffersdorf
- 1945 Radomierz

## Zabytki
Do wojewódzkiego rejestru zabytków wpisane są obiekty:
- Kościół ewangelicki pw. Przemienienia Pańskiego, obecnie rzymskokatolicki parafialny pw. Matki Boskiej Różańcowej; murowany kościół ewangelicki z lat 1748-1750 charakteryzuje się dość typową dla śląskich kościołów ewangelickich tego okresu konstrukcją założoną na planie wydłużonego ośmioboku (lub prostokąta ze ściętymi narożami) przykrytą łamanym dachem wielopołaciowym. Elewacje dzielone lizenami w tynku ze stosunkowo wysoko umieszczonymi oknami o wykroju koszowo-uszakowatym w fantazyjnych kamiennych opaskach. Portale o podobnym kształcie z naczółkami, pod którymi są ozdoby o charakterze dekoracji sztukatorskiej. W 1804 r. kościół wzbogacił się o kwadratową sygnaturkę z prześwitem, zwieńczoną hełmem iglicowym. Sygnaturka i górna część dachu kryte są blachą, a część dolna dachu dachówką. Jeszcze niedawno w opisach radomierskiego kościoła podawano, że wnętrze przekryte jest drewnianym, pozornym sklepieniem kolebkowym wspartym na słupach podtrzymujących 2-kondygnacyjne drewniane empory. Dzisiaj po emporach nie pozostał już żaden ślad. Nie widać również sklepienia pozornego, gdyż zasłania je strop podwieszany. Wyposażenie wnętrza jest skromne: XIX-wieczny drewniany, polichromowany ołtarz, klasycystyczna drewniana, polichromowana chrzcielnica i 2 szklane żyrandole z końca XIX w. Na uwagę zasługują 16-głosowe organy z około 1800 r. ze świdnickiej firmy Schlag und Söhnen. Obecnie kościół pełni funkcję kościoła parafialnego pw. MB Różańcowej dla miejscowej parafii rzymskokatolickiej
- wieża dawnego kościoła katolickiego, z przełomu XV/XVI w. Najprawdopodobniej fundatorami kościoła była rodzina Schaffgotschów, która wybudowała dwór w dolnej części wsi. Kościół był orientowany, budowany z kamienia, z drewnianą podłogą. Podczas remontu w 2010 r. zachowano najstarszy wygląd wieży. Dzięki temu widoczne są dziś gotyckie łuki okien – kotarowe, oraz w kształcie oślego grzbietu; a także ostrołukowe wejście. Na szczycie wieży znajdują się 3 spiżowe, dekorowane dzwony (z 1576, 1795 oraz 1612 roku), z herbami Schaffgotschów i Zedlitzów. Początkowo katolicki, pod wpływem reformacji stał się na krótko świątynią protestancką. Jednak pod wpływem wydarzeń wojny trzydziestoletniej, na powrót służył katolikom przez ponad 300 lat. W roku 1849 kościół został rozebrany, a zabytkowe stele i epitafia przewieziono do klasztoru pocysterskiego w Cieplicach (obecnie Jelenia Góra). Ostatnią tablicę, w latach 90. XX wieku, przeniesiono do działającego kościoła pw. Matki Boskiej Różańcowej, w celu ochrony przed rabunkiem. Dziś dzwonnicę powiększono o budynek Informacji Turystycznej, w której można także obejrzeć wystawy.
- cmentarz przy wieży, na którym znajdują się pozostałości po tablicach nagrobnych oraz średniowieczna brama sklepiona podwójnym łukiem.
- zespół dworski, z XVII-XVIII w.:
  - Dwór w Radomierzu, obecnie dom nr 3
  - park

## Demografia
- 1939 – 777
- III 2011 – 488